# Joseph Redhead
Joseph James Thomas Redhead (Estados Unidos de América, 1767 - Argentina, 28 de junio de 1847) fue un médico y naturalista que tuvo activa participación durante la Guerra de la Independencia Argentina en las provincias de Salta y Tucumán. Fue médico del General Martín Miguel de Güemes y del General Manuel Belgrano.

## Biografía
El Dr. Redhead nació, según su declaración presentada en Buenos Aires el 17 de octubre de 1804 ante uno de los Alcaldes de Barrio, en Connecticut, Estados Unidos en 1767, hijo de padres escoceses. Otras fuentes (Alonso, R. y otros) aseguran que nació en Escocia pero que al ingresar por Buenos Aires en 1804 quiso ocultar su nacionalidad británica.
En su infancia, la familia se trasladó a Edimburgo, ciudad en la que cursó en el Real Colegio. Continuó sus estudios superiores en la universidad de esa ciudad, donde se recibió de médico en 1789.
Realizó estudios en la Universidad alemana de Göttingen, donde fue compañero  de Alexander von Humboldt.
Al regresar a Escocia, el gobierno de ese país lo envió a América para estudiar la naturaleza del Nuevo Mundo. Arribó a Buenos Aires antes de 1793.
En 1806 partió a Potosí para realizar experiencias antivariólicas. Durante ese viaje hizo observaciones sobre la flora y fauna argentinas, en especial en Jujuy. En 1809, de regreso del Alto Perú, se instaló en Rosario de Lerma (Salta) para efectuar estudios botánicos en el Valle de Lerma, al tiempo que investigaba el tifus exantemático y el paludismo.
El 28 de junio de 1847, Redhead murió pobre en Salta. Fue enterrado, según su voluntad, en un panteón construido en su quinta. Su biblioteca fue heredada por Luciano Tejada, esposo de Macacha Güemes.

## Durante la guerra de la independencia
Adhirió a la Revolución de 1810. Debido a que los realistas invadieron Salta, en 1812 se trasladó a Tucumán, donde conoció al general Manuel Belgrano con quién trabó amistad y acompañó en la batalla de Salta el 20 de febrero de 1813 y en las derrotas de Vilcapugio y Ayohuma.
A su regreso al norte argentino, el general estaba afectado por un ataque de paludismo que será controlado por el Dr. Redhead con quinina.
Dejó su asistencia a Belgrano cuando fue separado del mando del Ejército del Norte y enviado a Europa. A su retorno a su antiguo puesto, recibió del general el pedido de que regresara a Tucumán para tratar sus múltiples dolencias. Lo asistió hasta su muerte que, como consecuencia de la hidropesía, ocurrió el 20 de junio de 1820. Le practicó su autopsia y embalsamiento junto al Dr. Juan Sullivan. Recibió de Belgrano su reloj de oro como pago por sus servicios diciéndole: “Es todo cuanto tengo para entregar a este hombre bueno y generoso”. Se trataba de un reloj de bolsillo con cadena que le había obsequiado el rey Jorge III de Inglaterra.
El Dr. Redhead volvió a Buenos Aires donde trabajó en el Hospital de la Residencia en el barrio de San Telmo.
A los pocos meses, regresó a Salta donde pasó a asistir al general Martín Miguel de Güemes hasta su muerte.
Ejerció su profesión en la ciudad de Salta. Entre sus pacientes se encontraban Macacha Güemes, el general Juan Antonio Álvarez de Arenales, al general José Gorriti y el coronel Manuel Puch.
Coleccionó los primeros documentos para la historia de Güemes y publicó opúsculos sobre Belgrano y Arenales en pos de destacar su memoria.

## Como naturista
En sus extensos viajes, estudió la vegetación del norte argentino y estuvo algún tiempo en Rosario de Lerma, donde estudió el tifus y la malaria. 
Uno de sus primeros trabajos en las Provincias Unidas del Río de la Plata fue obtener las alturas del “Camino de Postas” entre Buenos Aires y Potosí. Para ello se valió de la variación del punto de ebullición del agua a medida que se deja el nivel del mar.
Woodbine Parish, en su trabajo sobre "Buenos Aires y las Provincias del Río de la Plata", publicado en Londres en 1852, cita en reiteradas oportunidades a su “inteligente corresponsal Redhead”, a quien le agradece por los informes valiosos con datos geológicos y barométricos. Entre ellos figura información sobre el meteorito El Chaco.